# Grzegorz Widanka
Grzegorz Widanka (ur. 16 sierpnia 1968 we Wrocławiu) – polski trener pływania.

## Życiorys
W 1987 ukończył V Liceum Ogólnokształcące we Wrocławiu, w 1991 studia w Akademię Wychowania Fizycznego. Od 1991 pracuje jako trener pływania, był nauczycielem w Szkole Podstawowej nr 46 we Wrocławiu (1991–2000) i Gimnazjum nr 37 tamże (od 2000). Związany z Juvenią Wrocław, gdzie jest wiceprezesem (od 1999) i trenerem koordynatorem sekcji pływackiej. Jego zawodniczkami są lub były Alicja Tchórz, Dominika Sztandera, Klaudia Naziębło, Paula Żukowska i Kornelia Fiedkiewicz. Alicja Tchórz, Dominika Sztandera i Kornelia Fiedkiewicz sięgnęły wspólnie po złoty medal mistrzostw Europy na krótkim basenie w 2019 w sztafecie 4 x 50 m stylem zmiennym (czwartą zawodniczką była Katarzyna Wasick), zaś indywidualnie Alicja Tchórz zdobyła także złoty medal mistrzostw Europy na krótkim basenie w 2021 na 100 metrów stylem zmiennym.  
Od 2000  był członkiem zarządu, w latach 2004–2012 wiceprezesem ds. organizacyjnych, w latach 2012–2016 ponownie członkiem zarządu Polskiego Związku Pływackiego.
W plebiscycie Gazety Wrocławskiej został trenerem roku 2019 na Dolnym Śląsku.
Był pomysłodawcą i organizatorem sztafety milenijnej 1000 x 50 metrów, która 18 czerwca 2000 na basenie WKS Śląsk Wrocław poprawiła rekord Guinnessa wynikiem 12:11.03,47, otrzymał za tę imprezę nagrodę Wydarzenie roku 2000 w plebiscycie Gazety Wrocławskiej.